# Peter Moulton
Peter Franklin Moulton (* 27. Mai 1946 in Springfield, Massachusetts) ist ein US-amerikanischer Elektrotechniker und Physiker, der sich mit Faseroptik und Lasern befasst.
Moulton studierte Physik an der Harvard University mit dem Bachelor-Abschluss 1958 und am Massachusetts Institute of Technology (MIT) mit dem Master-Abschluss in Elektrotechnik 1972 und der Promotion 1975. Danach war er in der Quantenelektronikgruppe des Lincoln Laboratory in Lexington. 1985 schloss er sich dem Start-up Schwartz Electro-Optics (SEO) und wurde dort Vizepräsident und gründete und leitete deren Forschungsabteilung in Concord. 1998 wurde die Forschungsabteilung als Q-Peak ausgegründet und 2001 von Physical Science Inc. übernommen. Bei Q-Peak war Moulton bis zu seinem Ausscheiden 2013 Vizepräsident und CTO. Derzeit ist er leitender Wissenschaftler in der Laser Technology and Applications Group am Lincoln Laboratory des MIT.
Moulton befasste sich zunächst mit Festkörperlasern und später mit Faserlasern und nichtlinearer Optik. Er erfand den Titan:Saphir-Laser (1982). Moulton befasste sich vielfach mit Anwendungen im militärischen Bereich, aber auch in der Umwelttechnik, der Halbleiterindustrie, Laser für Farbbildschirme und in der Medizin.
1997 erhielt er den R. W. Wood Prize und den William-Streifer-Preis von IEEE-LEOS. 2013 wurde er mit dem IEEE Photonics Award  ausgezeichnet. Er ist Fellow der Optical Society of America und der IEEE und seit 2000 Mitglied der National Academy of Engineering.